# خورشید در می‌آید
خورشید در می‌آید (به اسپانیایی: Sale el sol)  هفتمین آلبوم استودیویی از خواننده-ترانه‌سرای کلمبیایی شکیرا است که در ۱۹ اکتبر ۲۰۱۰ منتشر شد. جلد آلبوم در ۳۱ اوت ۲۰۱۰ منتشر شد.
این آلبوم در بیلبورد ۲۰۰ هفتمین آلبوم شد و برای شکیرا این چهارمین رتبه در میان آلبوم‌های پرفروش وی شد. در میان چارت آلبوم‌های برتر لاتین بیلبورد به مدت ۱۲ هفته اول بود.
خورشید در می‌آید در آمریکا دویست و پنجاه هزار نسخه و در سراسر جهان بیش از دو میلیون نسخه فروش رفت و برای سه گرمی لاتین شامل عنوان‌های برترین آلبوم سال و بهترین نماهنگ سال (برای لوکا) نامزد شد.